# Hunter’s Hill Municipality
Koordinaten: 33° 49′ S, 151° 8′ O

Die Municipality of Hunter’s Hill (oder Hunters Hill) ist ein lokales Verwaltungsgebiet (LGA) im australischen Bundesstaat New South Wales. Hunter’s Hill gehört zur Metropole Sydney, der Hauptstadt von New South Wales. Das Gebiet ist 5,7 km² groß und hat etwa 14.000 Einwohner.
Hunter’s Hill liegt an der Nordseite des Hafens von Sydney, etwa 7 km nordwestlich des Stadtzentrums. Das Gebiet umfasst 6 Stadtteile: Henley, Huntley’s Cove, Huntley’s Point, Woolwich und Teile von Gladesville und Hunter’s Hill. Der Sitz des Shire Councils befindet sich im Stadtteil Hunter’s Hill im Zentrum der LGA.

## Verwaltung
Der Council of the Municipality of Hunter’s Hill hat sieben Mitglieder, die von den Bewohnern der LGA gewählt werden. Je drei Mitglieder kommen aus den zwei Wards North und South, der Vorsitzende und Mayor (Bürgermeister) wird zusätzlich von allen Bewohnern der LGA gewählt. Die beiden Bezirke sind unabhängig von den Stadtteilen festgelegt.